# تایلر مک‌گیل
تایلر مک‌گیل (به انگلیسی: Tyler McGill) (زادهٔ ۱۸ اوت ۱۹۸۷) شناگر اهل ایالات متحده آمریکا است.